# 110 mètres haies aux Jeux olympiques d'été de 1964
Navigation
Rome 1960 Mexico 1968
L'épreuve du 110 mètres haies aux Jeux olympiques de 1964 s'est déroulée les 17 et 18 octobre 1964 au Stade olympique national de Tokyo, au Japon.  Elle est remportée par l'Américain Hayes Jones.

## Résultats

### Finale
| Rang               | Athlète                  | Pays             | Temps   | Notes |
| ------------------ | ------------------------ | ---------------- | ------- | ----- |
| Médaille d'or      | Hayes Jones              | États-Unis       | 13 s 67 |       |
| Médaille d'argent  | Blaine Lindgren          | États-Unis       | 13 s 74 |       |
| Médaille de bronze | Anatoly Mikhailov        | Union soviétique | 13 s 78 |       |
| 4                  | Eddy Ottoz               | Italie           | 13 s 84 |       |
| 5                  | Gurbachan Singh Randhawa | Inde             | 14 s 09 |       |
| 6                  | Marcel Duriez            | France           | 14 s 09 |       |
| 7                  | Giovanni Cornacchia      | Italie           | 14 s 12 |       |
| 8                  | Giorgio Mazza            | Italie           | 14 s 17 |       |

## Légende
Records et Performances
- AR : Record continental (area record)
- CR : Record des championnats (championship record)
- MR : Record du meeting (meet record)
- NR : Record national (national record)
- OR : Record olympique (olympic record)
- PR : Record paralympique (paralympic record)
- PB : Record personnel (personal best)
- SB : Meilleure performance personnelle de la saison (season's best)
- WL : Meilleure performance mondiale de l'année (world leader)
- WJR : Record du monde junior (world junior record)
- WR : Record du monde (world record)

Circonstances et Conditions
- DNF : N'a pas terminé (did not finish)
- DNS : N'a pas pris le départ (did not start)
- DQ : Disqualification (disqualification)
- NM : Aucun essai valable enregistré (No Mark)
- Q : Qualifié « directement » au prochain tour (ou à la prochaine compétition), lors d'une compétition majeure, grâce au classement ou à la réalisation des minima (automatic qualifier)
- q : Qualifié au prochain tour (ou à la prochaine compétition), lors d'une compétition majeure, grâce au repêchage ou à la réalisation de l'une des meilleures performances parmi celles des « non qualifiés directement » (grâce au meilleur temps ou à la meilleure distance par exemple) (secondary qualifier)